# Israel Jiménez
Israel Sabdi Jiménez Nañez (* 13. August 1989 in Monterrey, Nuevo León) ist ein mexikanischer Fußballspieler auf der Position eines rechten Außenverteidigers.

## Laufbahn

### Verein
Jiménez begann seine Laufbahn bei seinem Heimatverein UANL Tigres, bei dem er im Sommer 2007 auch seinen ersten Profivertrag erhielt. In der Liga MX, der höchsten mexikanischen Spielklasse, debütierte er am 26. Juli 2008 im Heimspiel gegen den CF Pachuca, das torlos endete. Der dauerhafte Sprung in die erste Mannschaft gelang ihm allerdings erst später. Bis dahin spielte er zwischen 2007 und 2009 häufig in der Reservemannschaft in der zweiten Liga.
Seit Anfang 2010 zum festen Bestandteil der ersten Mannschaft zählend, gewann Jiménez mit den Tigres dreimal die Meisterschaft und in der Clausura 2014 den Pokalwettbewerb. Der größte Erfolg auf internationaler Ebene war das Erreichen der Finalspiele um die Copa Libertadores, in denen die Tigres 2015 dem argentinischen Rekordmeister CA River Plate (0:0 und 0:3) unterlagen. 
Ansonsten bisher immer für die Tigres im Einsatz, spielte Jiménez lediglich in der Apertura 2014 für eine Halbsaison auf Leihbasis für den Club Tijuana, für den er 15 Punktspieleinsätze absolvierte und zwei Tore erzielte.

### Nationalmannschaft
Jiménez gewann mit der U-23-Nationalmannschaft das olympische Fußballturnier 2012, was bis dahin noch keiner mexikanischen Olympiaauswahl gelungen war. 
Sein Debüt für die A-Nationalmannschaft bestritt er in einem am 25. Januar 2012 ausgetragenen Testspiel gegen Venezuela, das 3:1 gewonnen wurde. Seinen zehnten und bisher letzten Länderspieleinsatz absolvierte Jiménez am 10. Februar 2016 in einem Testspiel gegen Senegal, das 2:0 gewonnen wurde.

## Erfolge

### Verein
- Mexikanischer Meister: Apertura 2011, Apertura 2015, Apertura 2016
- Mexikanischer Pokalsieger: Clausura 2014
- Copa Libertadores: Finalist 2015

### Nationalmannschaft
- Olympiasieger: 2012 (mit der U-23-Nationalmannschaft)